# L'Expérience Lazarus

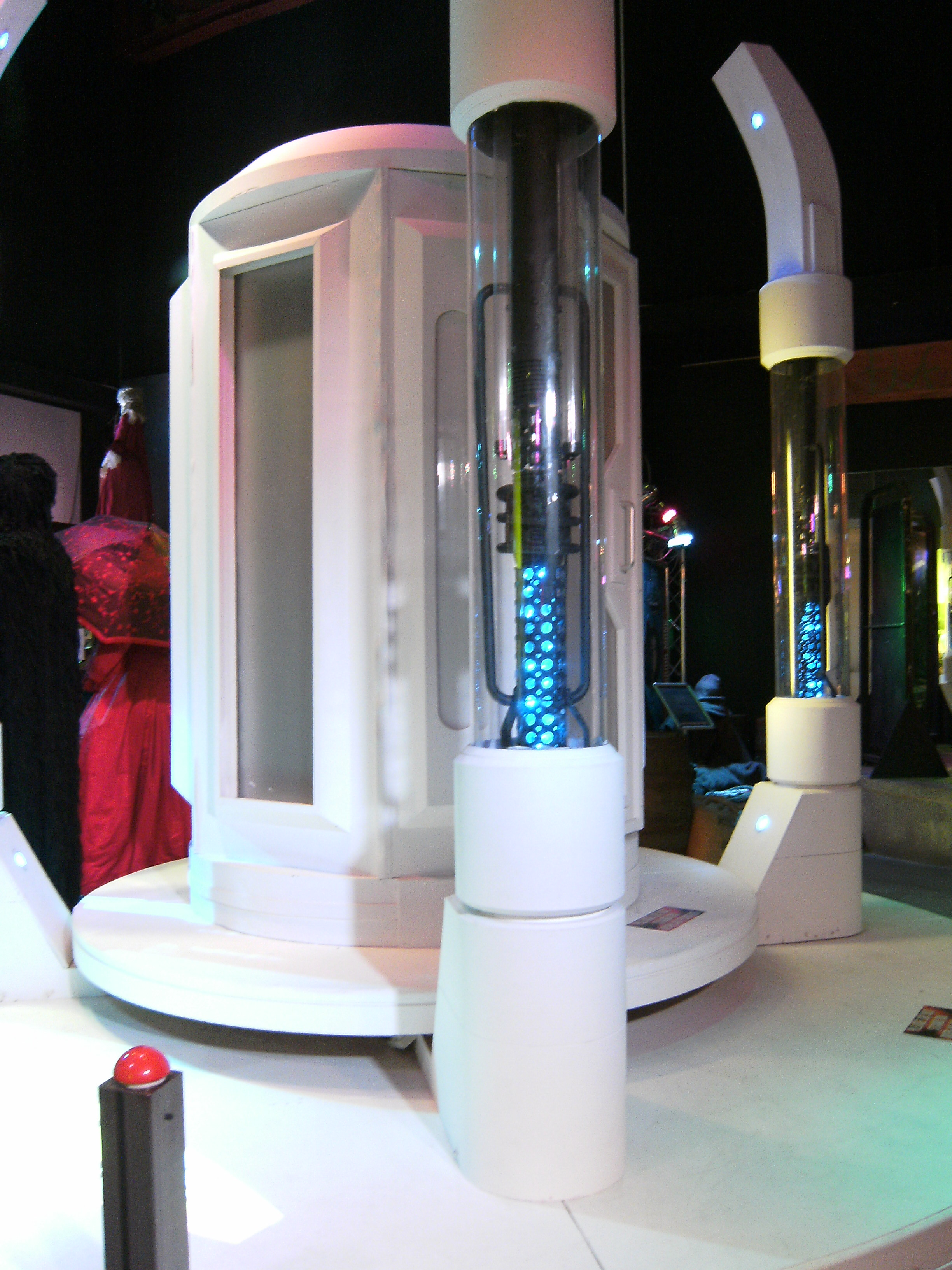

L'Expérience Lazarus est le 6e épisode de la troisième saison de la deuxième série de la série Doctor Who. Son titre sur l'édition DVD française est La Jeunesse éternelle.

## Accroche
Martha est de retour chez elle. Serait-ce la fin de ses aventures avec le Docteur ? Quand elle découvre que sa famille est prise au piège par le professeur Lazarus, la jeune femme doit se battre une nouvelle fois aux côtés du Seigneur du Temps afin que l'ADN humain ne soit pas altéré.

## Distribution
- David Tennant : Le Docteur
- Freema Agyeman : Martha Jones
- Gugu Mbatha-Raw : Tish Jones
- Reggie Yates : Leo Jones
- Adjoa Andoh : Francine Jones
- Mark Gatiss : Professeur Richard Lazarus
- Thelma Barlow : Miss Sylvia Thaw
- Lucy O'Connell : L'invitée
- Bertie Carvel : Homme mystérieux

## Résumé
Le Docteur ramène Martha à son appartement, 12 heures après qu'elle est entrée dans le TARDIS. Ils écoutent un message de Francine, la mère de Martha, qu'elle laisse sur le répondeur. Elle lui dit que sa sœur Tish passe à la télévision. Ils voient un reportage qui montre le professeur Richard Lazarus (un homme de 76 ans) qui déclare qu'il va changer la définition de l'être humain. Le Docteur part à bord du TARDIS, mais revient quelques secondes plus tard, visiblement intrigué par l'annonce du professeur.
Le Docteur et Martha se rendent à la soirée de lancement dans le laboratoire du professeur et rencontrent Tish qui y travaille en tant que chargée de relations publiques. Francine et Leo, le frère de Martha, sont également présents. Lazarus commence sa démonstration en entrant dans une capsule. Mais la machine s'emballe et le Docteur la débranche avant qu'elle n'explose. Lazarus sort de la capsule en ayant rajeuni d'environ 50 ans. La machine semble capable de manipuler l'ADN pour rajeunir la personne qui entre dans la capsule mais le Docteur s'inquiète des effets secondaires. Martha lui fait remarquer qu'elle vient d'obtenir de l'ADN de Lazarus quand il lui embrassé la main ; ils courent alors dans un laboratoire pour l'analyser. Ils constatent que cet ADN est instable et continue de se modifier.
Pendant ce temps, Lazarus est retourné dans son bureau avec sa femme, Lady Thaw. Elle insiste pour être la prochaine à rajeunir mais il refuse. Elle lui dit que Mr Saxon n'appréciera pas ce manque de coopération. Il se transforme en scorpion géant et la tue. Il se retransforme en humain et retourne à la réception pendant que le Docteur et Martha découvrent le cadavre de Lady Thaw et en déduisent que Lazarus a besoin d'énergie vitale pour maintenir son ADN stable. Lazarus va sur le toit avec Tish pour discuter mais le Docteur et Martha les rejoignent juste avant que Lazarus n'attaque Tish. Pendant que Tish et Martha commencent à se disputer, Lazarus se transforme à nouveau. Ils parviennent à s'échapper dans un ascenseur mais le système de sécurité de l'immeuble bloque tous les accès. Ils prennent alors les escaliers, suivis de près par Lazarus transformé en scorpion géant. Ils arrivent à la réception où Lazarus provoque la panique et parvient à se nourrir d'une invitée. Martha récupère le tournevis sonique du Docteur pour débloquer les issues pendant que ce dernier attire Lazarus à l'opposé des autres invités. Martha parvient à faire sortir tous les invités de l'immeuble puis elle retourne rejoindre le Docteur pour lui rendre son tournevis. Ils finissent bloqués dans la capsule avec Lazarus tournant autour d'eux mais qui n'ose pas détruire son œuvre. Le Docteur explique que la transformation de Lazarus est le résultat de l'atavisme de certains gènes endormis qui deviennent maintenant dominants. Lazarus parvient à mettre en route sa machine mais le Docteur en inverse la polarité et la capsule envoie l'énergie vers l'extérieur en une onde de choc qui touche Lazarus. Ils sortent de la capsule et trouvent Lazarus ayant repris une forme humaine et apparemment décédé.
La police et les infirmiers s'occupent des blessés pendant que Lazarus est emmené dans une ambulance. Peu après, l'ambulance a un accident et le Docteur, Martha et Tish constatent que les ambulanciers sont décédés de la même manière que Lady Thaw. Ils retrouvent Lazarus dans la Cathédrale de Southwark. Martha et Tish attirent Lazarus au sommet du clocher pendant que le Docteur augmente la puissance de l'orgue avec son tournevis sonique pour perturber l'ADN de Lazarus. Lazarus tombe sur le sol et redevient humain et âgé.
Le Docteur ramène Martha à son appartement et l'invite à un voyage de plus. Martha refuse en expliquant qu'elle ne veut pas seulement être une passagère. Le Docteur lui répond qu'elle est maintenant plus qu'une simple passagère et ils retournent ensemble dans le TARDIS. Peu après, Francine laisse un message sur le répondeur de Martha lui disant que Mr Saxon lui a dit de se méfier du Docteur.

## Continuité
- Il est de nouveau fait allusion au mystérieux M. Saxon. Il est évoqué comme l'un des mécènes de Lazarus, puis ses émissaires commencent à contacter Francine Jones à propos du Docteur.
- Le Docteur signale plusieurs fois dans l'épisode la ressemblance entre l'expérience de Lazarus et le processus de régénération des Seigneurs du Temps.
- Le Docteur dit avoir connu le Blitz (Drôle de mort/Le Docteur danse).
- Lorsque le Docteur dit « avoir perdu la main » après avoir inversé la polarité de la machine, il s'agit d'une blague sur la phrase « Reverse the polarity of the neutron flow » qui était une phrase utilisée par le 3e Docteur.
- Après avoir été frappé par Francine Jones, le Docteur dit qu'il a « du mal avec les mères » en référence à ses rapports conflictuels avec Jackie Tyler dans les deux premières saisons.
- Martha fait référence à ses trois voyages précédents au début de l'épisode.
- Le Docteur porte le même costume qu'il portait dans Le Règne des Cybermen, disant qu'il « porte malheur ».